# Humber-Gros Morne
Circonscription électorale provinciale du Canada
Humber-Gros Morne est une circonscription électorale provinciale de Terre-Neuve-et-Labrador créée en 2015. Elle est composée de la majeure partie de la circonscription de Humber Valley et d'une partie de celle de Sainte-Barbe.

## Composition
La circonscription comprend la ville de Deer Lake et les communautés environnantes (Howley et Reidville) ainsi que la moitié sud de la Grande Péninsule du Nord. Bellburns est la limite nord de la circonscription du côté ouest et Jackson's Arm est la limite nord du côté est. Les autres communautés notables de cette circonscription sont Cormack, Cow Head, Hampden et Rocky Harbour.
En octobre 2023, la circonscription comprend 9 818 électeurs inscrits.

## Liste des députés
| Humber-Gros Morne                      |              |         |             |             |
| Député                                 | Député       | Parti   | Mandat      | Législature |
| Issue de Sainte-Barbe et Humber Valley |              |         |             |             |
|                                        | Dwight Ball  | Libéral | 2015 - 2019 | 48e         |
|                                        | Dwight Ball  | Libéral | 2019 - 2020 | 49e         |
|                                        | Andrew Furey | Libéral | 2020 - 2021 | 49e         |
|                                        | Andrew Furey | Libéral | 2021 - 2025 | 50e         |

## Premiers députés
Lors de la création de la circonscription Dwight Ball, est député de Humber Valley depuis 2011 (il l'avait déjà été quelques mois en 2007). Chef de l'opposition officielle, il est candidat dans la nouvelle circonscription lors des élections générales téneliennes de 2015 et remporte les élections, il devient alors premier ministre de Terre-Neuve-et-Labrador.
Il annonce son départ de la vie politique en février 2020 et quitte effectivement son siège en septembre, à la suite de la pandémie mondiale de Covid-19. Andrew Furey, désigné premier ministre en août, est candidat à la législative partielle qui suit et est élu. En 2023, la circonscription n'a donc été représentée que par des premiers ministres.